# Quefrè
Quefrèn o Quefrè fou un faraó de la dinastia IV de l'antic Egipte, que va governar vers el 2520 al 2494 aC.
El seu nom d'Horus fou Userib, el nom Nebti fou Rahotep o Useremnebti, el nom d'Horus d'or fou Sejembiknebu o Neternebusekhem; i el seu nom de Sa Ra fou Khafra, Rakhaaief o Useribkhafra. Manetó l'esmenta com a Sufis o Sofis II i Heròdot com a Quefrè El seu nom apareix transcrit també com a Herdjib, Hotpera, Hotpere, Huheit, Khafra, Kafren, Kefren, Khaefre, Kafra, Khaufre, Khaufra, Khephren, Neternebusekhem, Userib, Rakhaef, Rekhaef, Rekhadjef, Saofis, Sefren, Sekhembiknebu, Suphis, Userab, Userhati i Userdjeb.
Era fill del faraó Khufu i de la reina secundària Henutsen.
Va regnar uns 26 anys segons el papir de Torí (Manethó li dona l'exagerada quantitat de 66 anys). Va succeir a son germà (germanastre, probablement) Djedefre. Va tenir unes quatre dones: Khamernebti I, Meresankh III (filla de Khawa o Kawab, que era el fill gran de Khufu, i de la seva dona i germana, Hetepheres II), i les més dubtoses Hekenuhedjet i Persenet. Va tenir bastants fills: Menkaure (conegut com a Micerí, fill de Khamernebti), Khamernebti II (filla de Khamernebti I), Nebemakhet, Niuserra, Khenterka, Duaenre, (els quatre darrers fills de Meresankh III), Sekhemkare, Nikaure, Ankhmara, Hemetra, Iunra, Rekhetra, Shepsetkau, Akhra (probable) i Iunmin (probable), cap dels 9 darrers amb mare coneguda.

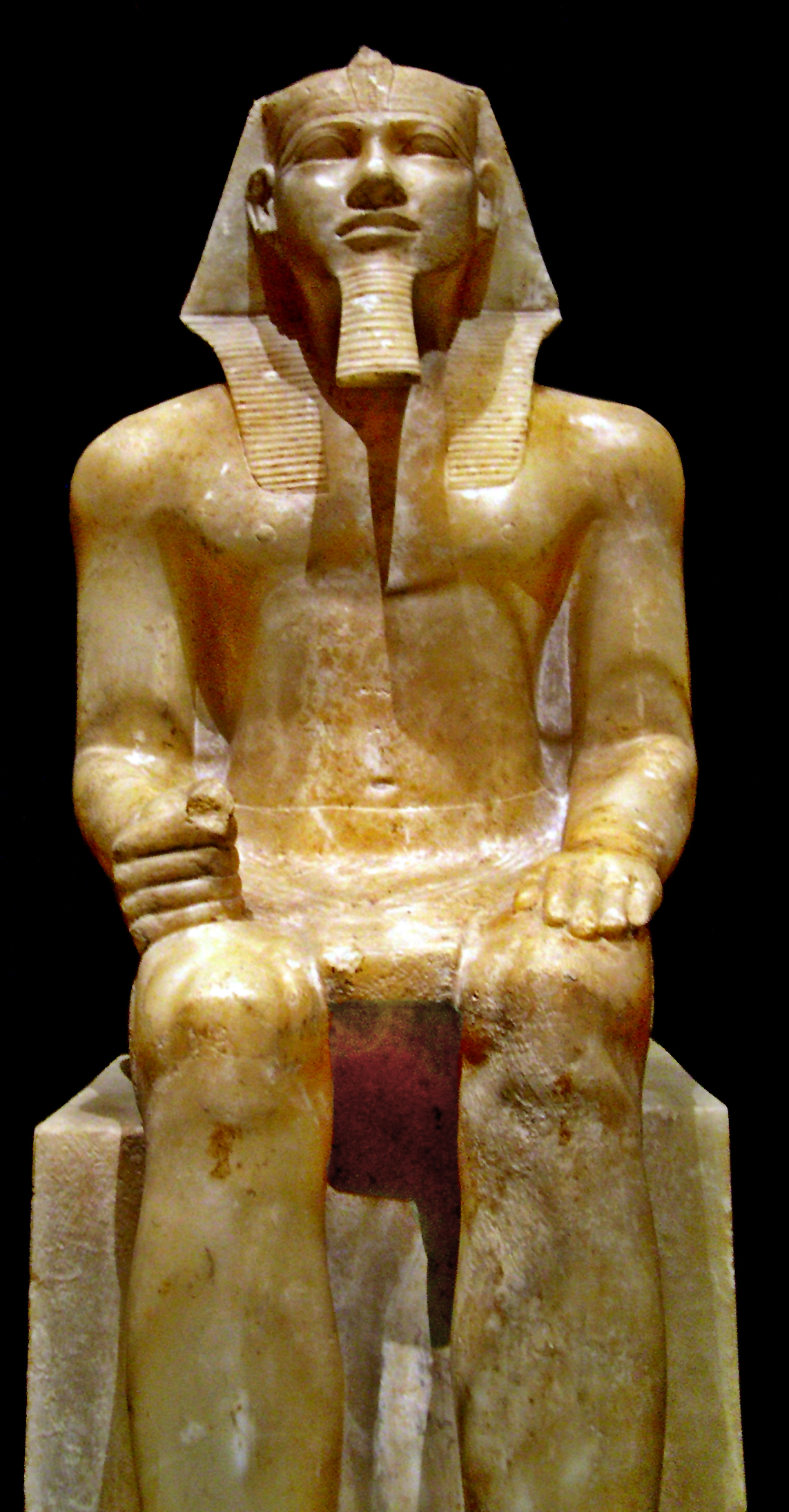
Quefrè

El motiu pel qual Quefrè assumí la successió en lloc de son nebot Setka, fill del difunt Djedefre, és objecte de discussió. S'argumenta que Setka podia ja ser mort, però com que se suposa que hi havia un fill viu, que potser després va regnar, l'argument perd pes (no obstant això, la identificació del futur faraó Bakka o Baka o Bikka amb el fill de Dejedefre, de nom similar, està encara per demostrar). És possible que aquest fill fos menor d'edat i que el matrimoni de Quefrè amb Meresankh III, neta de Khufu o Quèops, li donés legitimitat.
Del seu regnat, la pedra de Palerm diu que va fer el 13è cens de ramats, que se suposa que serien bianuals, cosa que donaria 26 anys de regnat mínim, però fins i tot, si fossin anuals, encara hauria regnat almenys 15 anys.
De Quefrè, hi ha bastants estàtues, algunes de diorita. En una representació del rei, es pot veure l'anomenat temple de l'Esfinx, amb 10 estàtues colossals del faraó, que probablement mai no fou acabat.
El seu monument funerari fou la piràmide de Quefrè, propera a la del seu pare, la piràmide de Quèops, i una mica més petita (encara que per la seva situació sembla, de vista, una mica més gran). L'estructura interior també és menys complexa. Això no obstant, Quefrè la va batejar com "la gran piràmide".
El va succeir Bakka o Bikka, que podria ser el seu nebot.